# Hardcover

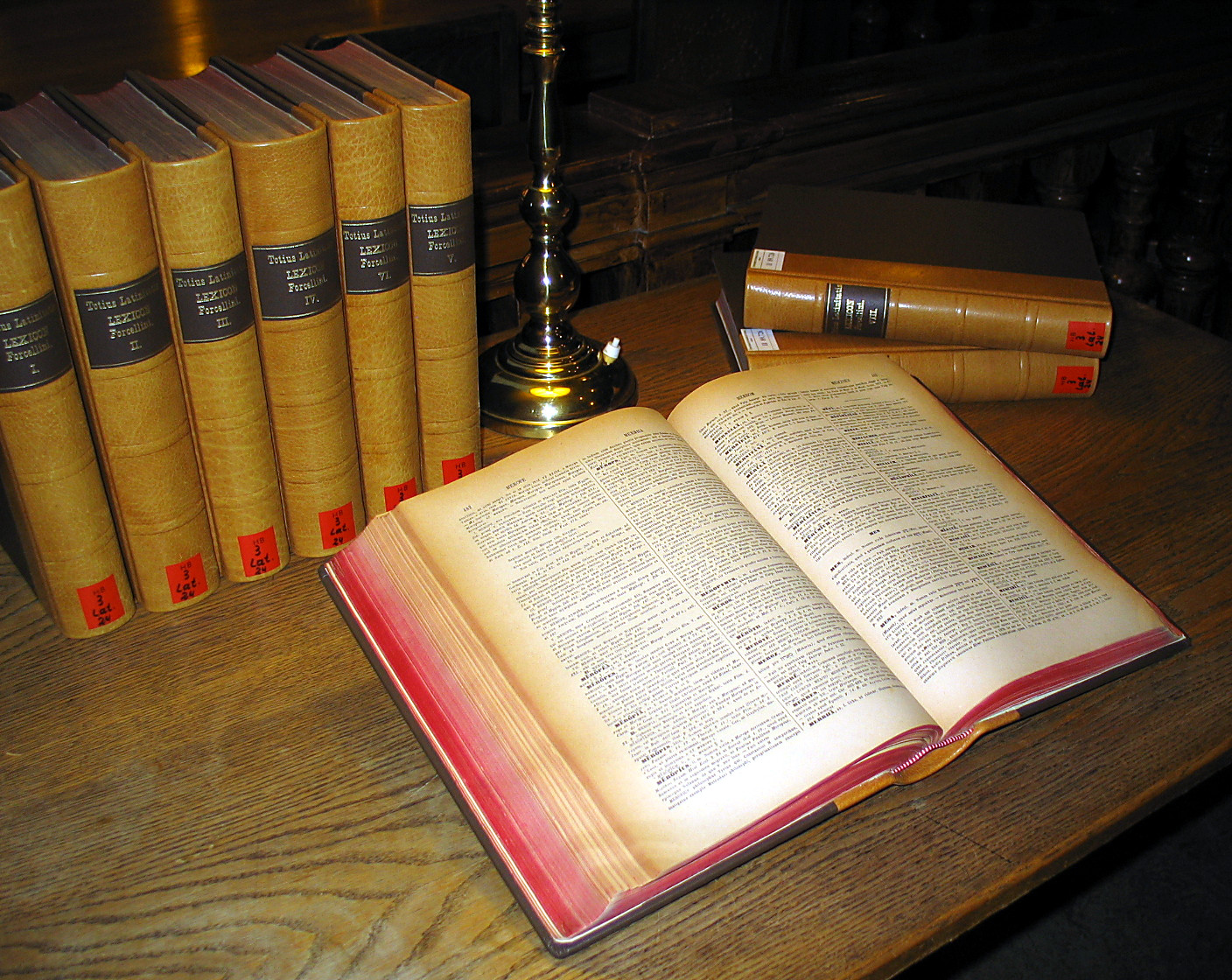
Hardcoverboeken

Een hardcover of hardback is een boek gebonden met een harde beschermende band, meestal voorzien van stof of zelfs leer. Een paperback daarentegen heeft een dunne papieren kaft.
Hardcoverboeken worden vaak geprint op zuurvrij papier en zijn steviger dan paperbacks. Wel zijn hardcoverboeken duurder dan paperbacks. Derhalve worden vaak alleen boeken van bekende of succesvolle auteurs uitgebracht als hardcover.